# Frederick Orpen Bower

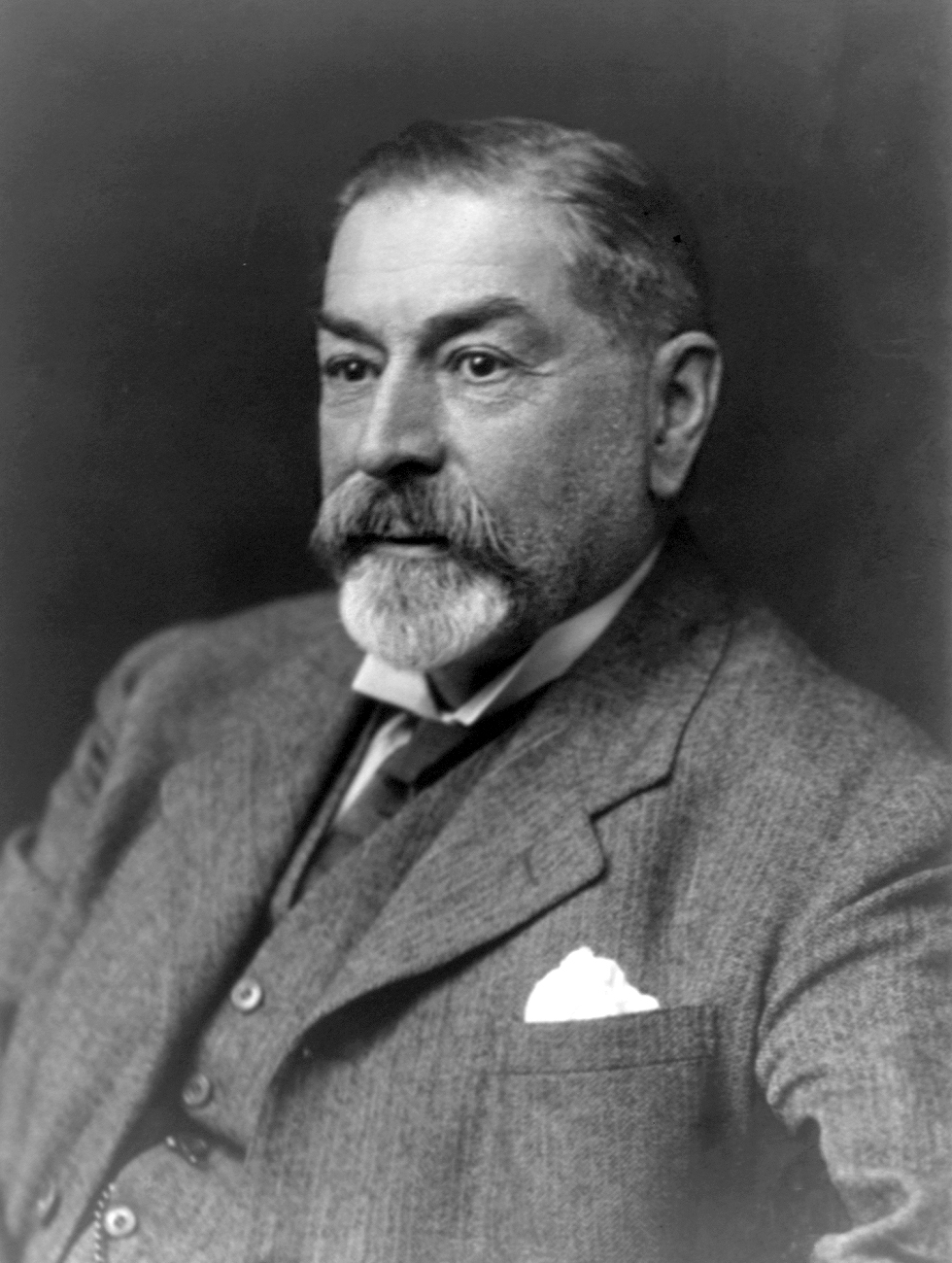
Frederick Orpen Bower

Frederick Orpen Bower (ur. 4 listopada 1855 w Ripon, zm. 11 kwietnia 1948 tamże) – botanik angielski.
Pochodził z rodziny osiadłej w Yorkshire. Studiował w Trinity College w Cambridge. Od 1885 był profesorem na Uniwersytecie w Glasgow. W 1891 wybrano go członkiem Royal Society. Był doktorem honoris causa kilku uczelni, członkiem kilku akademii nauk i laureatem medalu Towarzystwa Linneuszowskiego w Londynie.
W monografii The Origin of the Land Flora rozwinął na podstawie badań morfologicznych hipotezę Josefa Velenovský'ego, iż przodkami roślin lądowych (embriofitów), u których występuje przemiana pokoleń, były glony bez przemiany pokoleń (ramienice). Teorię tę (zwaną teorią antytetyczną) potwierdziły później dane ultrastrukturalne.
Na jego cześć nazwano rodzaj karbońskich paproci Boweria Kidston.